# Phaedrotoma nanocorpus
Phaedrotoma nanocorpus is een vliesvleugelig insect uit de familie van de schildwespen (Braconidae). De wetenschappelijke naam van de soort is voor het eerst geldig gepubliceerd in 2005 door Fischer.